# Thomas W. Gabrielsson
Thomas W. Gabrielsson, artiestennaam van Thomas Mikael Waern (Göteborg, 29 juni 1963), is een Zweedse acteur die voornamelijk actief is in Denemarken, waar hij sinds 1983 woont.

## Levensloop
Gabrielsson werd opgeleid tot scheepskok en volgde daarna een toneelopleiding in Italië. Hij is vooral bekend als de teamchef Leon Hartvig Jensen in de televisieserie Livvagterne (The Protectors) en had belangrijke rollen in Ørnen: En krimi-odyssé en Forbrydelsen (The Killing III).
In 1998 gaf Gabrielsson een solovoorstelling van de dramabewerking van de Zweedse roman Ondskan (Het kwaad) van Jan Guillou in het theater La Balance in Vanløse.

## Filmografie (selectie)

### Speelfilms
- 2003: Rembrandt
- 2004: Afgrunden
- 2005: Oskar & Josefine
- 2005: Voksne mennesker
- 2007: Arn: Tempelriddaren
- 2007: Cecilie
- 2007: Tempelriddernes skat II
- 2012: En kongelig affære
- 2023: Unmoored

### Televisie
- 2002: Rejseholdet (Unit One)
- 2003: Forsvar
- 2004: Ørnen: En krimi-odyssé (The Eagle)
- 2006: Nynne
- 2009: Livvagterne (The Protectors)
- 2012: Forbrydelsen III (The Killing III)
- 2015: The Last Kingdom
- 2020: Advokaten (The Lawyer)